# Ігри СНД 2023 року
Ігри СНД 2023 року — це другий випуск Ігор СНД. Очікується, що він відбудеться в Білорусі в 2023 році. Очікується, що в Іграх візьмуть участь спортсмени з Росії та інших держав-членів СНД.

## Підготовка
24 березня 2022 року в Білорусі створено оргкомітет з проведення II Ігор країн СНД у 2023 році.

## Ігри

### Країни-учасники
- Білорусь (приймач)
- Росія

### Медалі
Источник
| № | Страна       | Золото | Серебро | Бронза | Всего |
| 1 | Росія        | 4      | 1       | 2      | 7     |
| 2 | Узбекистан   | 2      | 0       | 0      | 2     |
| 3 | Білорусь     | 1      | 3       | 2      | 6     |
| 4 | Туркменістан | 0      | 2       | 0      | 2     |
| 5 | В'єтнам      | 0      | 1       | 1      | 2     |
| 5 | Азербайджан  | 0      | 0       | 1      | 1     |
| 7 | Казахстан    | 0      | 0       | 1      | 1     |